# Municipio de Jamestown (Míchigan)
El municipio de Jamestown (en inglés: Jamestown Township) es un municipio ubicado en el condado de Ottawa en el estado estadounidense de Míchigan. En el año 2010 tenía una población de 7034 habitantes y una densidad poblacional de 76,56 personas por km².

## Geografía
El municipio de Jamestown se encuentra ubicado en las coordenadas 42°48′20″N 85°50′10″O / 42.80556, -85.83611. Según la Oficina del Censo de los Estados Unidos, el municipio tiene una superficie total de 91.88 km², de la cual 91,62 km² corresponden a tierra firme y (0,28 %) 0,26 km² es agua.

## Demografía
Según el censo de 2010, había 7034 personas residiendo en el municipio de Jamestown. La densidad de población era de 76,56 hab./km². De los 7034 habitantes, el municipio de Jamestown estaba compuesto por el 97,17 % blancos, el 0,61 % eran afroamericanos, el 0,17 % eran amerindios, el 1,02 % eran asiáticos, el 0,34 % eran de otras razas y el 0,68 % eran de una mezcla de razas. Del total de la población el 1,98 % eran hispanos o latinos de cualquier raza.